# Cestrum thyrsoideum
Cestrum thyrsoideum är en potatisväxtart som beskrevs av Carl Sigismund Kunth. Cestrum thyrsoideum ingår i släktet Cestrum och familjen potatisväxter. Inga underarter finns listade i Catalogue of Life.